# Walter James
Walter Ernest Christopher James, 4t Baró de Northbourne (Kensington, Londres, 18 de gener de 1896 - Dover, Kent, 17 de juny de 1982) va ser un estudiós de l'agricultura, escriptor i remer anglès que va competir a començaments del segle xx.
Fill de Walter John James, 3r Baró de Northbourne, i la seva muller Laura Gwennlian, estudià a la Universitat d'Oxford. El 1920 va prendre part en els Jocs Olímpics d'Anvers, on guanyà la medalla de plata en la competició del vuit amb timoner del programa de rem. El 1920 i 1921 va formar part de la tripulació d'Oxford a la Regata Oxford-Cambridge.

## Agricultura i escriptor
James va ser seguidor del filòsof austríac Rudolf Steiner i el seu moviment espiritual esotèric anomenat antroposofia. Aplicà les seves terories a la finca familiar de Kent. El 1939 va viatjar a Suïssa per visitar el principal exponent de l'agricultura biodinàmica, el Doctor Ehrenfried Pfeiffer. El resultat de la visita va ser que va acollir a la seva granja de Kent la Betteshanger Summer School and Conference, la primera conferència d'agricultura biodinàmica que va tenir lloc al Regne Unit. James posteriorment va encunyar el terme "agricultura ecològica" del concepte de "la granja com a organisme" i se'l pot considera com el "pare" de l'agricultura ecològica. Publicà el llibre Look to the Land el 1940, que planteja moltes de les qüestions actuals a les discussions sobre l'agricultura ecològica. Després de llegir Look to the Land el filòsof Marco Pallis es va posar en contacte amb Lord Northbourne i va introduir-lo en la filosofia perenne. Lord Northbourne va integrar aquest pensament en els seus propis escrits i la seva vida.
Lord Northbourne va traduir a l'anglès els treballs de diversos pensadors tradicionalistes, entre ells l'obra principal de René Guénon, The Reign of Quantity and the Signs of the Times, Light on the Ancient Worlds de Frithjof Schuon, i Sacred Art in East and West de Titus Burckhardt.